# Saugnacq-et-Muret
Saugnacq-et-Muret (gaskonsko Saunhac e lo Muret) je naselje in občina v francoskem departmaju Landes regije Akvitanije. Naselje je leta 2009 imelo 900 prebivalcev.

## Geografija
Kraj leži v pokrajini Gaskonji znotraj naravnega regijskega parka Landes de Gascogne ob reki Eyre, 68 km severozahodno od Mont-de-Marsana.

## Uprava
Občina Saugnacq-et-Muret skupaj s sosednjimi občinami Belhade, Liposthey, Mano, Moustey in Pissos sestavlja kanton Pissos s sedežem v Pissosu. Kanton je sestavni del okrožja Mont-de-Marsan.

## Zanimivosti
Kraj se nahaja ob romarski poti v Satniago de Compostelo, via Turonensis.
- cerkev Notre-Dame de Saugnacq,
- cerkev sv. Roka, Muret;

## Promet
Saugnacq-et-Muret se nahaja ob državni cesti (Route nationale) RN 10, ki v smeri severovzhod - jugozahod povezuje pariško predmestje Montigny-le-Bretonneux s španskim Irunom.